# Roosevelt (hrabstwo Taylor)
Roosevelt – miasto w Stanach Zjednoczonych, w stanie Wisconsin, w hrabstwie Taylor.